# El retorn de la pesca: remolcant el vaixell
El retorn de la pesca: remolcant el vaixell és un oli sobre llenç del pintor valencià Joaquim Sorolla i Bastida en 1894. De grans dimensions (265 × 403,5cm) està exposat al Museu d'Orsay des de 1977. La pintura representa el retorn d'un vaixell de pesca de vela llatina. Dos bous arrosseguen el bot a una platja envoltada de pescadors.

## Història
La pintura va ser adquirida per l'Estat francès en 1895 per 6.000 francs. Es va exposar successivament al Museu de Luxemburg, al Museu del Louvre (1922), al Museu Nacional d'Art Modern (França) (1946) fins a 1977, quan va ser atribuït al Louvre i de llavors ençà s'ha exposat al Museu d'Orsay.

## Descripció
L'escena té lloc al costat del mar, al cap d'un vaixell de pesca a la platja El Cabañal, València. En el centre de la composició, dos bous en primer pla dibuixen un vaixell, al fons. La vela que està inflada pel vent i sembla ajudar-los. A l'esquerra, en primer pla, un pescador està esperant amb una taula, probablement on es posarà el vaixell quan arribi el moment. Un altre mariner seu al coll d'un dels bous que sembla guiar. Al fons, entre les ombres, un altre mariner mira al vaixell. Finalment, també al fons, a la llum un últim pescador al vaixell ajusta una escolta per que el vent faciliti la maniobra. El conjunt té lloc al costat del mar. Si no veiem sorra, l'espectador sembla estar a la platja i és ignorat per tots els actors d'aquesta escena.
Tota la composició es destaca sobre fons blaus (mar a baix, cel a dalt]). La vela ocupa la meitat de l'espai compartit per una diagonal. Sorolla treu ràfegues de llum de les ombres fosques causades per l'ombra de la vela. L'escena sembla inspirada en una fotografia, atrapada al lloc, cap dels actors observaria el fotògraf.

## Recepció
La pintura va ser un gran èxit entre els habitants de la ciutat seduïts per «el seu ambient mediterrani […] treball manual i vivacitat». El pintor va rebre la distinció més alta atorgada a l'exposició, i la pintura va ser comprada pel Musée du Luxembourg.